# Mensaka
Mensaka es una película de Salvador García Ruiz. Fue el primer largometraje de su director, se estrenó en 1998 y está basado en la novela homónima de José Ángel Mañas.

## Reparto
| Intérprete           | Personaje      |
| -------------------- | -------------- |
| Gustavo Salmerón     | David          |
| Tristán Ulloa        | Javi           |
| Adrià Collado        | Fran           |
| Laia Marull          | Bea            |
| Guillermo Toledo     | Ricardo        |
| Sandra Rodríguez     | Laura          |
| Lola Dueñas          | Cristina       |
| María Esteve         | Natalia        |
| Darío Paso           | Santi          |
| Rodrigo García       | Polaco         |
| Ginés García Millán  | Ramón          |
| Vicente Díez         | Muelas         |
| Silvia Casanova      | Mujer Portal   |
| Tony Zenet           | Tío Hotel      |
| Mónica Ballesteros   | Eva            |
| Luisa Gavasa         | Madre Bea      |
| Margarita Lascoiti   | Madre Javi     |
| Pedro González Macho | Padre Javi     |
| Teresa Ibáñez        | Madre Muelas   |
| Bruto Pomeroy        | Gordo Bar      |
| Janfri Topera        | Taxista 1      |
| Asier Hernández      | Pinchadiscos   |
| Yaël Belicha         | Gloria         |
| Alejo Sauras         | Chaval Autobús |
| Antonio Del Olmo     | Profesor       |
| Mariló Galache       | Dependienta 1  |
| Carolina Garrigues   | Dependienta 2  |
| Myriam De Maeztu     | Señora Chalet  |
| Andrea García        | Sara           |
| Elvira Lindo         | Presentadora   |

## Argumento
Un grupo de jóvenes veinteañeros se enfrentan a un otoño en el que sus vidas sufrirán una fuerte transformación al llegar el momento de asumir responsabilidades de adultos. David tiene 27 años y lleva mucho tiempo trabajando de mensajero, lo suficiente para saber que es hora de dejarlo.
- Datos: Q9031548